# Orden Médico Militar
La Orden médico militar (en alemán: Militär-Sanitäts-Orden) fue una orden caballería del Reino de Baviera.

## Historia
La orden se fundó el 16 octubre 1914 por el rey Luis III de Baviera, con el intento de recompensar a los médicos de ejército y de marina, que se hubieran distinguido en tiempo de guerra sobre el campo de batalla o en los hospitales militares en la cura de pacientes con heridas graves o riesgo de muerte.
La orden se subdividía en dos clases:
- Caballero de primera clase (oro)
- Caballero de segunda clase (plata)

La medalla se confirió de forma limitada, de la primera clase 11 y de la segunda clase solo se otorgaron 164. Los caballeros de primera clase tenían derecho a una pensión anual de 600 marcos, contra los 300 de la segunda clase.

## Insignia
La medalla consistía en una cruz esmaltada de blanco y bordada de oro, en cuyo centro había un medallón azul prusiano grabado con oro, la inicial del fundador "L" (por Luis III) coronado en oro. Alrededor, una banda esmaltada blanca marcó el año de la fundación "1914" y algunas decoraciones doradas. En el reverso, sin embargo, estaba la inscripción en alemán FÜR VERDIENSTE IM KRIEGE ("Por el servicio de guerra").
La cinta de la orden era negra con una banda azul y blanca a cada lado.

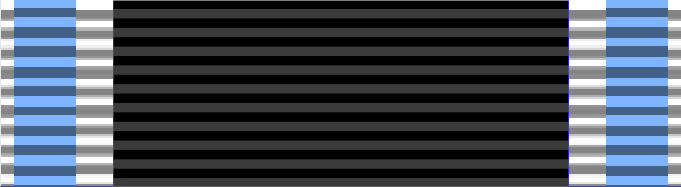
Cinta